# Södra Möckleby församling
Södra Möckleby  församling var en församling i Ölands södra kontrakt i Växjö stift, Mörbylånga kommun i Kalmar län. Församlingen uppgick 2002 i Sydölands församling.

## Administrativ historik
Församlingen har medeltida ursprung.
Församlingen var under en tid runt 1550 i ett pastorat med Kastlösa församling, men var därefter till 1939 annexförsamling i pastoratet Smedby och Södra Möckleby. Från 1939 till 1962 vara annexförsamling i Kastlösa, Smedby och Södra Möckleby. År 1962 blev församlingen moderförsamling i pastoratet Södra Möckleby, Smedby, Gräsgård, Segerstad, Ventlinge och Ås.  Församlingen uppgick 2002 i Sydölands församling.
Församlingskod var 084008.

## Kyrkor
- Södra Möckleby kyrka